# Cirbiso
Cirbiso (en griego, Κυρβισσός) fue una antigua ciudad griega de Caria. Sus habitantes se llamaban cirbiseos (en griego, Κυρβισσεύς). 
Perteneció a la Liga de Delos puesto que aparece mencionada en los registros de tributos a Atenas entre los años 454/3 y 445/4 a. C. donde pagaban un phoros de 2000 dracmas. También se cita en el decreto de tasación de tributos a Atenas del año 425/4 a. C.
Está documentado un tratado del siglo III a. C. de una unión (sympoliteia) entre las ciudades de Cirbiso y Teos tras el cual la ciudad de Cirbiso quedó absorbida por la de Teos pero Cirbiso seguiría existiendo como localidad ya que en el tratado se estableció el juramento de que Cirbiso no sería destruida.
Se desconoce su localización exacta.